# وزارة الصحة والخدمات الإنسانية (الولايات المتحدة)
وزارة الصحة والخدمات البشرية في الولايات المتحدة (بالإنجليزية:United States Department of Health and Human Services)، المعروفة أيضا باسم وزارة الصحة، هي وزارة في مجلس الوزراء الأمريكي وتتبع الحكومة الفيدرالية الامريكية تهدف لحماية صحة جميع الأمريكيين وتوفير الخدمات الإنسانية الأساسية. شعار الوزارة هو «تحسين الصحة والسلامة والرفاهية في أمريكا».

## روابط خارجية
- الموقع الرسمي لوزارة الصحة والخدمات البشرية في الولايات المتحدة